# バーバラ・フェルドン
バーバラ・フェルドン（Barbara Feldon,  1933年3月12日 - ）は、アメリカ合衆国の女優である。

## 来歴
1933年、ペンシルバニア州のバトラーに生まれる。地元の高校を卒業後、ピッツバーグの劇団で演劇の経験を積んだ。その後、カーネギーメロン大学へ進学して演劇を専攻し、1955年に卒業した。その後、モデルとして男性用ヘアポマードのコマーシャルなどへ出演し、キャリアをスタート。それから徐々にテレビドラマの端役として出演するようになり、1965年からドン・アダムスと共演したテレビドラマシリーズ『それ行けスマート』で人気を博した。同ドラマではヒロインのエージェント99を演じ、プライムタイム・エミー賞へも二度ノミネートされている。それ以降も、テレビドラマや映画などへ出演し、1979年のプリシラ・バーンズ主演のカルトホラー映画『恐怖の週末』などへも出演した。

### 私生活
1958年にLucien Verdoux-Feldonと結婚。その後1967年に離婚し、1968年に『それ行けスマート』のプロデューサーとして知られるBurt Nodellaと再婚するが、1979年に離婚している。

## 出演作品

### 映画
- ニューヨーク泥棒結社 Fitzwilly (1967)
- Getting Away from It All (1972) ※テレビ映画
- Here Comes the Judge (1972)
- Playmates (1972)
- Of Men and Women (1973)
- What Are Best Friends For? (1973)
- 輝け! ミス・ヤング・アメリカ Smile (1975)
- No Deposit, No Return (1976)
- ミセス・ジュリーの不倫な関係 A Guide for the Married Woman (1978)
- 恐怖の週末 A Vacation in Hell (1979)
- Before and After (1979)
- Children of Divorce (1980)
- Square One TV (1987)
- それ行けスマート/世界一の無責任スパイ Get Smart, Again! (1989)
- The Last Request (2006)

### テレビドラマ
- East Side/West Side (1964)
- Mr. ブロードウェイ Mr. Broadway (1964)
- The Nurses (1964)
- わんぱくフリッパー Flipper (1964)
- スラッタリー物語 Slattery's People (1965)
- 頭上の敵機 12 O'Clock High (1965)
- 0011ナポレオン・ソロ The Man from U.N.C.L.E. (1965)
- Profiles in Courage (1965)
- それ行けスマート Get Smart (1965 - 1970)
- ネーム・オブ・ザ・ゲーム The Name of the Game (1970)
- Matt Lincoln (1970)
- The Wide World of Mystery (1973)
- メディカル・センター Medical Center (1973)
- 署長マクミラン McMillan & Wife (1973)
- Doctors' Hospital (1975)
- Square One TV (1985)
- チアーズ Cheers (1991)
- あなたにムチュー Mad About You (1993)
- 新・それ行けスマート Get Smart (1995)
- Something So Right (1997)
- Chicago Sons (1997)
- Emily of New Moon (1998)
- The American Experience (2002)